# Bilješevo
Bilješevo je naseljeno mjesto u općini Kakanj, Federacija Bosne i Hercegovine, BiH.
Nalazi se zapadno od Kaknja, na rijeci Bosni. Kroz mjesto prolazi autocesta A1, a u blizini se nalazi cestovno čvorište Lašva.

## Stanovništvo

### 1991.
Nacionalni sastav stanovništva 1991. godine, bio je sljedeći:
ukupno: 239
- Srbi - 233
- Muslimani - 1
- Hrvati - 1
- ostali, neopredijeljeni i nepoznato - 4

### 2013.
Nacionalni sastav stanovništva 2013. godine, bio je sljedeći:
ukupno: 132
- Bošnjaci - 121
- Srbi - 10
- Hrvati - 1